# Pływanie synchroniczne na Mistrzostwach Świata w Pływaniu 2017 – duety mieszane technicznie
Duety mieszane technicznie – jedna z konkurencji rozgrywanych w ramach pływania synchronicznego, podczas mistrzostw świata w pływaniu w 2017. Eliminacje odbyły się 15 lipca, a finał został rozegrany 17 lipca.
Do eliminacji zgłoszonych zostało 10 par, każda z nich awansowała do finału.
Zwycięzcami konkurencji zostali reprezentanci Włoch Manila Flamini i Giorgio Minisini. Drugą pozycję zajęli zawodnicy z Rosji Michaeła Kałancza i Aleksandr Malcew, trzecią zaś pływacy reprezentujący Stany Zjednoczone Kanako Spendlove i Bill May.

## Wyniki
| Miejsce | Zawodnicy                              | Państwo           | Eliminacje | Eliminacje | Finał   | Finał   |
| Miejsce | Zawodnicy                              | Państwo           | Wynik      | Miejsce    | Wynik   | Miejsce |
| ------- | -------------------------------------- | ----------------- | ---------- | ---------- | ------- | ------- |
| 01 !    | Manila Flamini Giorgio Minisini        | Włochy            | 88,2492    | 2.         | 90,2979 | 1.      |
| 02 !    | Michaeła Kałancza Aleksandr Malcew     | Rosja             | 88,4847    | 1.         | 90,2639 | 2.      |
| 03 !    | Kanako Spendlove Bill May              | Stany Zjednoczone | 87,9086    | 3.         | 87,6682 | 3.      |
| 4.      | Yumi Adachi Atsushi Abe                | Japonia           | 84,8153    | 4.         | 86,2679 | 4.      |
| 5.      | Berta Ferreras Pau Ribes               | Hiszpania         | 83,4865    | 5.         | 84,3336 | 5.      |
| 6.      | Isabelle Rampling Rene Prevost         | Kanada            | 81,3330    | 6.         | 82,3413 | 6.      |
| 7.      | Giovana Stephan Renan Souza            | Brazylia          | 77,1826    | 7.         | 79,0853 | 7.      |
| 8.      | Amelie Ebert Niklas Stoepel            | Niemcy            | 72,6988    | 8.         | 70,3147 | 8.      |
| 9.      | Olga Kourgiantaki Vasileios Gkortsilas | Grecja            | 68,1346    | 9.         | 69,8654 | 9.      |
| 10.     | Gabriela Bello Alberto Pinto           | Panama            | 59,5706    | 10.        | 59,8113 | 10.     |